# Ozias
Pour les autres personnages bibliques nommés Azarias ou Azaria, voir Azarias.
Selon la Bible, Ozias (aussi nommé Azarias), fils d'Amasias et de Jecolia, est roi de Juda durant 52 ans, au milieu du VIIIe siècle av. J.-C. Il y est décrit comme chef militaire, roi bâtisseur et ayant développé l'agriculture, avant de devenir lépreux. Il est contemporain des prophètes Isaïe, Osée et Amos.

## Nom
On trouve dans la Bible plusieurs noms de ce roi.
- Il est nommé Azarias ou Azaria (en hébreu עֲזַרְיָה (ʿAzaryāh) ou עֲזַרְיָהוּ (ʿAzaryāhû)[2] : « Le Seigneur a aidé », en grec ancien : ᾿Αζαρίας[3], en latin Azarias[4] dans la chronologie royale de 1 Chroniques 3,12 et dans le Deuxième livre des Rois, mis à part, dans certaines versions, en 2 Rois 15,13 et en 2 Rois 15,32.34, où il est appelé Ozias.
- Il est appelé Ozias ou Osias (en hébreu עֻזִּיָּה (ʿUziyāh) ou עֻזִּיָּהוּ (ʿUziyāhû)[2] : « Le Seigneur est ma force »[5], en grec ᾿Οζίας (Ozias)[6], en latin Ozias[4]), en plus des exceptions évoquées ci-dessus, dans le Deuxième Livre des Chroniques, dans les divers livres prophétiques qui le mentionnent à des fins chronologiques et dans la généalogie de Jésus selon Matthieu[Note 1].

Diverses hypothèses ont été avancées pour expliquer la coexistence de ces deux noms : erreur de copiste, coexistence d'un nom de naissance et d'un nom de règne,.
Certaines traductions récentes ont fait le choix d'harmoniser ces noms et de n'en garder qu'un tout au long de la Bible.

## Récit biblique
La principale source dont on dispose sur Ozias est la Bible, mais une découverte archéologique (la Tablette d'Ozias) mentionne aussi le nom de ce roi.

### Selon le Livre des Rois et le Livre des Chroniques
Il fut choisi comme roi par le peuple du royaume de Juda à l'âge de 16 ans, et régna pendant 52 ans. Thiele suggère qu'il a pu être désigné comme roi du vivant de son père Amasias, et l'existence d'une corégence avec son fils et successeur Jotham est attestée. La mère de ce dernier s'appelait Jerusha, fille de Tsadoq.
Il « rebâtit Elath et la fit rentrer sous la puissance de Juda, après que le roi fut couché avec ses pères »,. Les deux livres décrivent son action comme « droit(e) aux yeux de l'Eternel », même si le Deuxième Livre des Rois mentionne qu'il ne parvint pas à imposer à son peuple un culte centralisé.
Frappé par la lèpre envoyée par le Seigneur, il fut relégué dans un lieu isolé jusqu'à la fin de ses jours tandis que le pouvoir était confié à son fils.

### Selon le Livre des Chroniques
Le Chroniste fournit un récit plus détaillé de la vie et de l'action d'Ozias.
Il mentionne le rôle joué jusqu'à sa mort par un certain Zacharie « qui avait l'intelligence des visions de Dieu » dans la bonne conduite et les succès subséquents du roi,.
Selon le chroniste, Ozias défit les Philistins, vainquit les Arabes et les Maonites, imposa un tribut aux Ammonites, fit abattre les murs de Gath, de Yavné et d'Ashdod. Il fortifia Jérusalem avec le concours d'ingénieurs inventifs, et entretint une armée nombreuse et bien équipée. Par ailleurs, il développa l'agriculture. Tout cela lui fournit puissance et renommée.
Mais ensuite, il voulut s'attribuer les fonctions du sacerdoce en encensant un autel dans le Temple de Jérusalem, et s'opposa pour cela à 81 prêtres menés par le prêtre Azaria : c'est à cause de cela qu'il fut subitement frappé de la lèpre. Cette faute et la maladie qui s'ensuivit auraient entraîné, en plus de son isolement, son enterrement en dehors de la nécropole des autres rois de cette dynastie.

### Dans le Livre d'Isaïe
Dans ce livre, Isaïe devient prophète l'année de la mort d'Ozias.

## Sources archéologiques

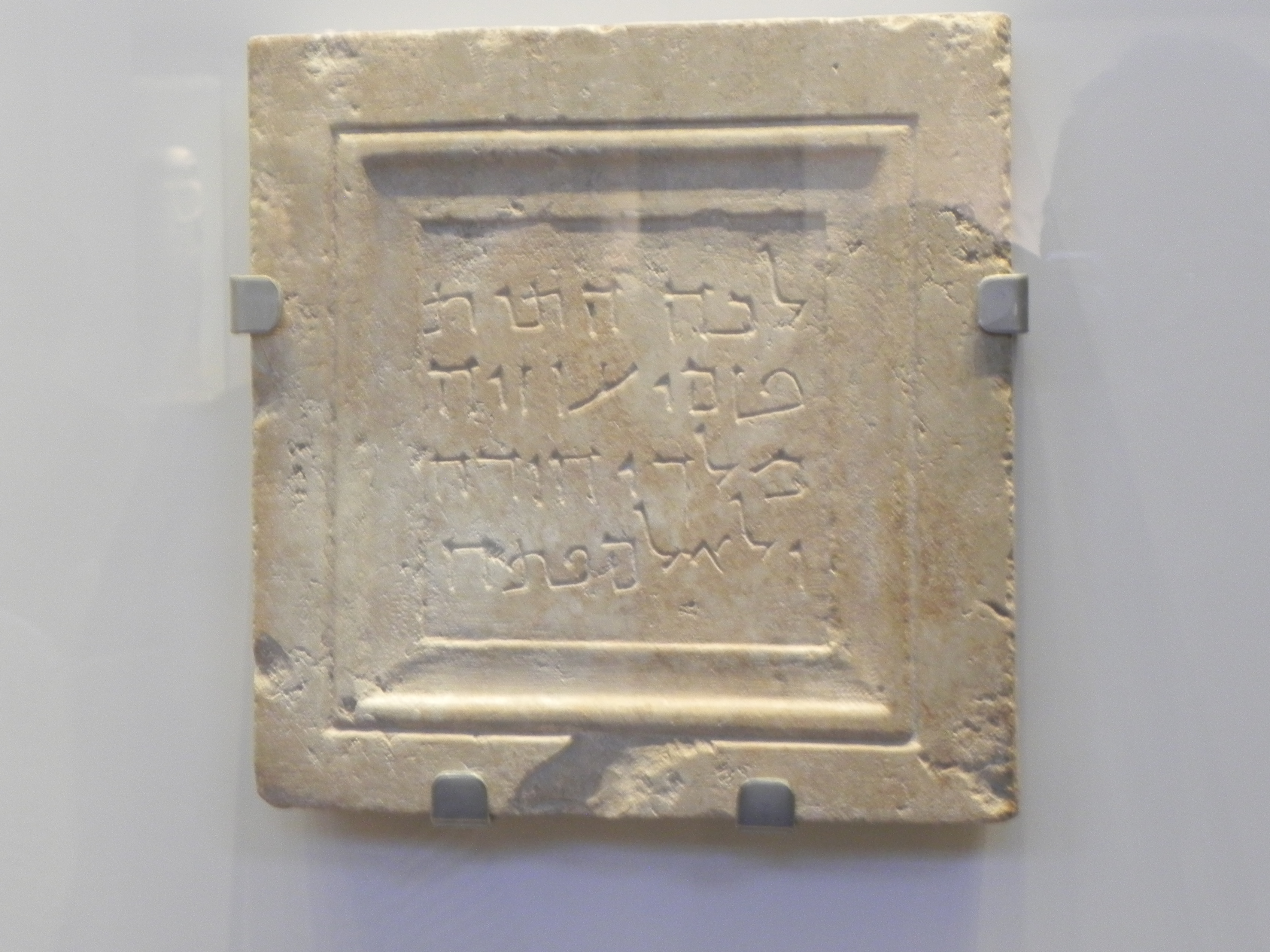
Tablette d'Ozias.

### Tablette d'Ozias
En 1931, le Professeur E. Sukenik de l'université hébraïque de Jérusalem fit une découverte parmi la collection d'un couvent russe du mont des Oliviers. Ce document, connu sous le nom de Tablette d'Ozias, est écrit en hébreu et de style araméen (ce style appartient à une époque ultérieure de 700 ans après le règne d'Ozias) et porte la mention « les ossements de Ozias, roi de Juda, sont enterrés ici... Ne pas ouvrir ! ».
Certains estiment que la tablette indiquait le lieu d'une remise en terre des ossements d'Ozias à la période du Second Temple de Jérusalem.

### Annales de Teglath-Phalasar III
Il est possible que les noms « Azaria » et « Juda » apparaissent dans des inscriptions cunéiformes tirées des Annales de Teglath-Phalasar III, mais le mauvais état de conservation du texte ne permet pas d'en apprendre davantage. Pourtant, selon G. Galil, cela n'a aucun lien avec Ozias.

### Sceaux
Deux sceaux mentionnent le nom d'Ozias :
- Le premier, exposé au Musée du Louvre, porte l'inscription : « appartenant à Shebnayahu, serviteur d'Ozias »[22].
- Le second appartient à la Bibliothèque nationale de France. Il porte l'inscription : « appartenant à Abiyahu serviteur d'Ozias »[23].

## Le tremblement de terre
Un séisme de grande ampleur est mentionné dans le livre d'Amos, qui relate une prophétie ayant eu lieu « au temps d'Ozias, roi de Juda, et au temps de Jéroboam, fils de Joas, roi d'Israël, deux ans avant le tremblement de terre ». Plus de 200 ans plus tard, le prophète Zacharie prédit un séisme futur à cause duquel les gens fuiront comme ils ont « fui devant le tremblement de terre, au temps d'Ozias, roi de Juda ».
Des géologues pensent avoir trouvé des traces de ce séisme dans divers sites en Israël et en Jordanie :

« Les murs en maçonnerie sont les meilleures traces du tremblement de terre, en particulier les murs contenant des pierres de taille brisées ou des rangées de pierres déplacées, les murs penchés ou incurvés, et les murs écroulés dont de larges pans gisent encore intacts. Des débris trouvés sur 6 sites (Hazor, Deir 'Alla, Gezer, Lakish, Tell Judeideh, et 'En Haseva) sont strictement confinés dans la couche stratigraphique correspondant au milieu du VIIIe siècle av. J.-C., avec une précision d'environ 30 ans. (...) La magnitude du tremblement de terre fut au moins de 7,8, mais plus probablement de 8,2. (...) Ce grave sinistre géologique est historiquement lié à des paroles prononcées à Béthel par un éleveur de Tekoa nommé Amos. »

La détermination de la date exacte de ce séisme serait un progrès considérable pour les archéologues et les historiens, car cela permettrait la synchronisation des dates du sinistre pour tous les sites atteints en Israël, en Jordanie, au Liban et en Syrie. Or actuellement, les traces stratigraphiques à Gezer amènent à la date de -760 ± 25 ans, et Yadin et Finkelstein, à partir de l'analyse stratigraphique des débris, attribuent au niveau correspondant au séisme à Hazor la même date. De même, Ussishkin date le niveau de « destruction soudaine » à Lakish d'environ -760.

## Chronologie
Comme de nombreuses dates concernant les personnages bibliques de cette époque, celles-ci sont approximatives, et peuvent faire l'objet de débats entre exégètes.
Amos situe le tremblement de terre au temps d'Ozias et de Jéroboam. Cette référence à Jéroboam II permet de préciser la date de la vision d'Amos, plus que la référence à Ozias et à son règne interminable. Selon la chronologie communément admise de Thiele, Jéroboam II commença à régner avec son père en -793/-792, régna seul en -782/-781, et mourut à la fin de l'été ou à l'automne de -753. En admettant que la prophétie a eu lieu sous le règne personnel d'Ozias, c'est-à-dire après la mort de son père en -768/-767, elle peut être datée entre cette date et -753, et le séisme a eu lieu deux ans après elle. Ces dates sont compatibles avec les dates données par l'archéologie, mais sont incompatibles avec la tradition basée sur Flavius Josèphe et le Talmud (et non sur la Bible) qui veut que le séisme ait eu lieu lorsque Ozias entra dans le Temple pour encenser l'autel, si on admet que cet événement, qui coïncide avec le début de la corégence entre Ozias et Jotham, a eu lieu à l'intérieur d'une période de 6 mois après le 1er Nisan -750.
Selon Thiele, les calendriers pour le calcul des années des rois de Juda et d'Israël ont subi un ajustement de six mois, celui de Juda commençant à Tishri (à l'automne) et celui d'Israël à Nisan (au printemps). Ces synchronisations croisées entre les deux royaumes permettent souvent de rétrécir dans une fourchette de six mois les dates de début et/ou de fin de règne d'un roi. 
 La mort d'Amasias, donc le début du règne personnel d'Ozias se situe donc à un moment donné entre le 1er Nisan et le 1er Tishri de 767 avant notre ère, c'est-à-dire 768/767 d'après les calculs judéens, ou plus simplement 768.
L'existence des corégences est objet de débats entre spécialistes. Mais dans le cas d'Ozias, le passage biblique selon lequel « Jotham, fils du roi, était à la tête de la maison et jugeait le peuple du pays » coïncide parfaitement avec le concept de corégence. Les corégences, phénomène attesté en Égypte, ne sont pas toutes aussi faciles à discerner que celle que nous venons d'évoquer, mais leur prise en compte est absolument nécessaire si l'on veut établir une chronologie acceptable pour le VIIIe siècle av. J.-C.
- Selon Albright, Ozias aurait régné seul de -783 à -750, puis de -750 à -742 avec son fils, soit, en tout, de -783 à -742[31].
- Selon Thiele, qui suggère l'existence d'une corégence entre Amasias et Ozias, ce dernier aurait régné de -792 à -767 avec son père, puis seul de -767 à -750, puis de -750 à -740 avec son fils, soit, en tout, de -792 à -740[29].
- Selon Galil, Ozias aurait régné de -788 à -776 avec son père, puis seul de -776 à -758, puis de -758 à -742 avec son fils, puis aussi de -742 à -736 avec son petit-fils Achaz, soit, en tout, de -788 à -736[21].